# På året
På året var en spinoffvariant av På spåret, som sändes från Liseberg och visades i SVT 1 1998, med Ingvar Oldsberg och Björn Hellberg som programledare. I stället för geografi var ämnena uppbyggda kring 1900-talets historia.

### Fotnoter
1. ↑  ”På året”. Svensk mediedatabas. 27 februari 1998. http://smdb.kb.se/catalog/id/001748240. Läst 7 mars 2014.